# 大果山茱萸
大果山茱萸（學名：Cornus mas，也做歐洲山茱萸）是一種於山茱萸科下的被子植物。於南歐（從法國俄羅斯南部）、亞美尼亞、阿塞拜疆、喬治亞、伊朗、土耳其、黎巴嫩和敘利亞為原生物種。

## 描述
大果山茱萸是一棵中至大型的落葉灌木，或小喬木，植株可以長到5-12公尺高。分枝呈現棕色，嫩枝呈現綠色。葉對生，葉子長4-10公分，寬2-4公分，葉片為卵形至長橢圓形，葉緣形式為全緣。花不大，直徑僅5毫米至10毫米，有4片黃色花瓣。在英國，該植物通常是在冬末開花，於2-3月間開花，花開完後再長出葉子。該植物的果實是一顆像長橢圓形的紅色核果，2公分長，直徑1.5公分，裡面包含一顆種子。

## 用處

### 果實
此植物的果實顏色和形狀與咖啡果實類似，果實通常在中夏至夏末成熟，在東歐和伊朗，這些食物常被摘取食用。但是，其在果實未成熟時是苦澀的。果實一定要掉落地面才會完全成熟。成熟後，果實有可能是暗紅色或是淺黃色。口感像是小紅莓和歐洲酸櫻桃的酸味。此作物常被加工做成果醬，果醬類似於蔓越莓果醬，但是，當然乾燥果實也可以吃。在亞美尼亞和阿塞拜疆，果實可以蒸餾成伏特加。而在阿爾巴尼亞和波士尼亞與赫塞哥維納，果實被蒸餾成拉基亞。在希臘，此果實被自製成酒。在土耳其和伊朗的夏天，常被拿來與鹽一起食用，也可以製成當地的傳統飲料。烏克蘭的栽培品種可以讓果實有4公分長。在東歐，此果實因為有高含量的維他命C，常被拿來治療流行性感冒和普通感冒。

### 樹木
大果山茱萸的樹幹的密度非常的高，不像其他的樹木，因此會沉於水裡。這個特點讓大果山茱萸的木頭變得有價值，並可以製成手拿用具或機器零件。实际上，大果山茱萸在公元前7世紀被希臘工人製成長矛、標槍或是弓。工人認為此種木頭優於任何的木材。

大果山茱萸 - Cornus mas
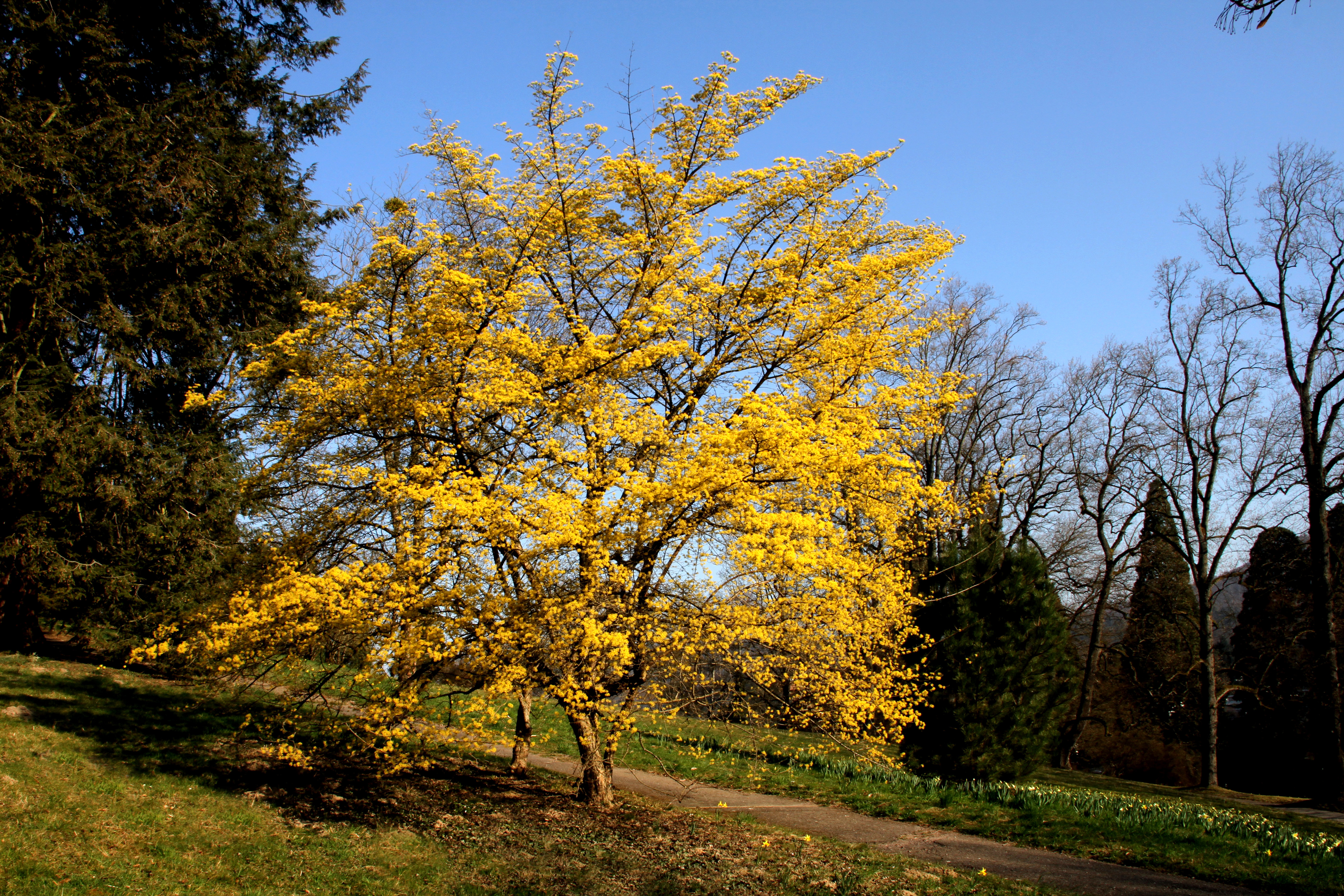
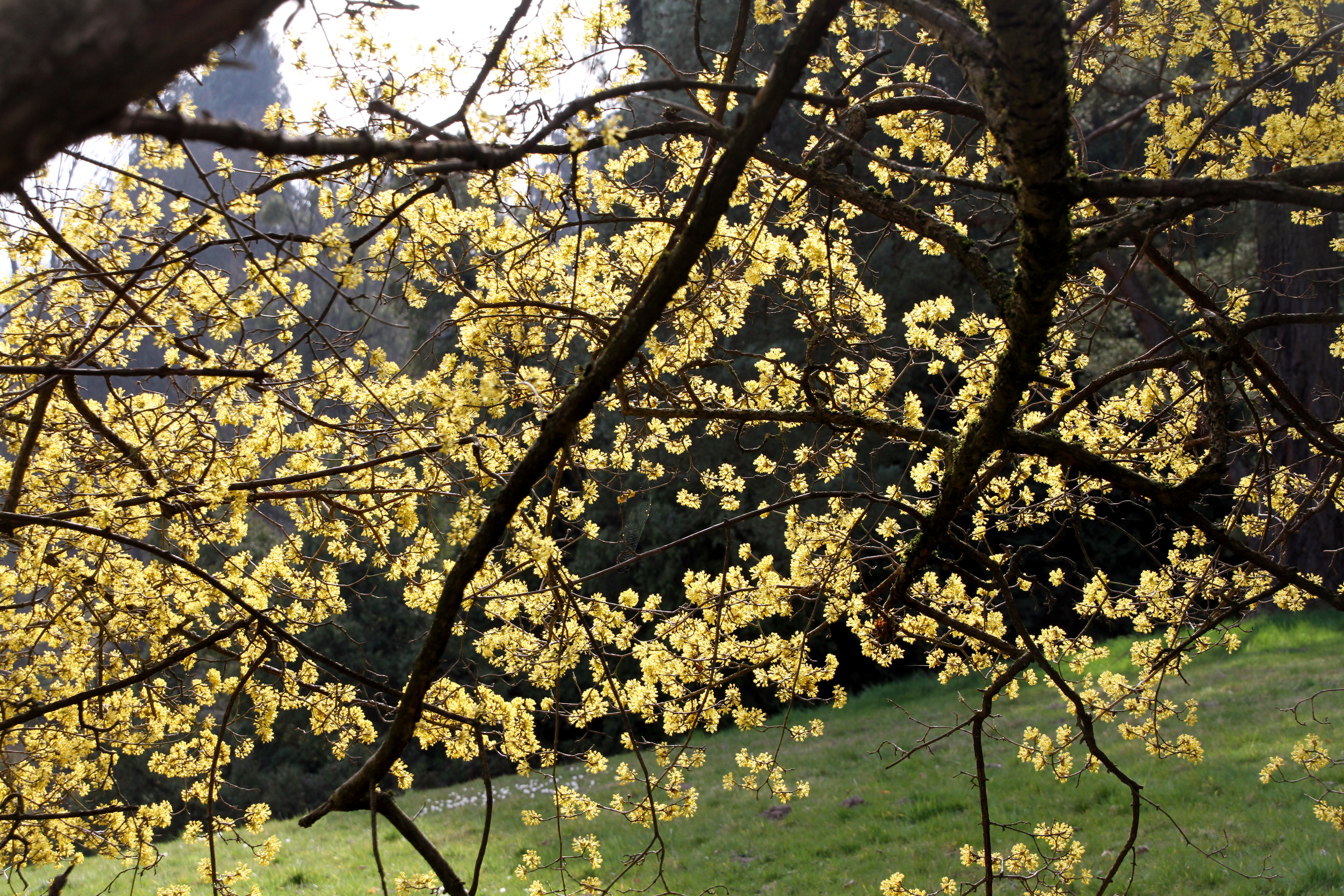
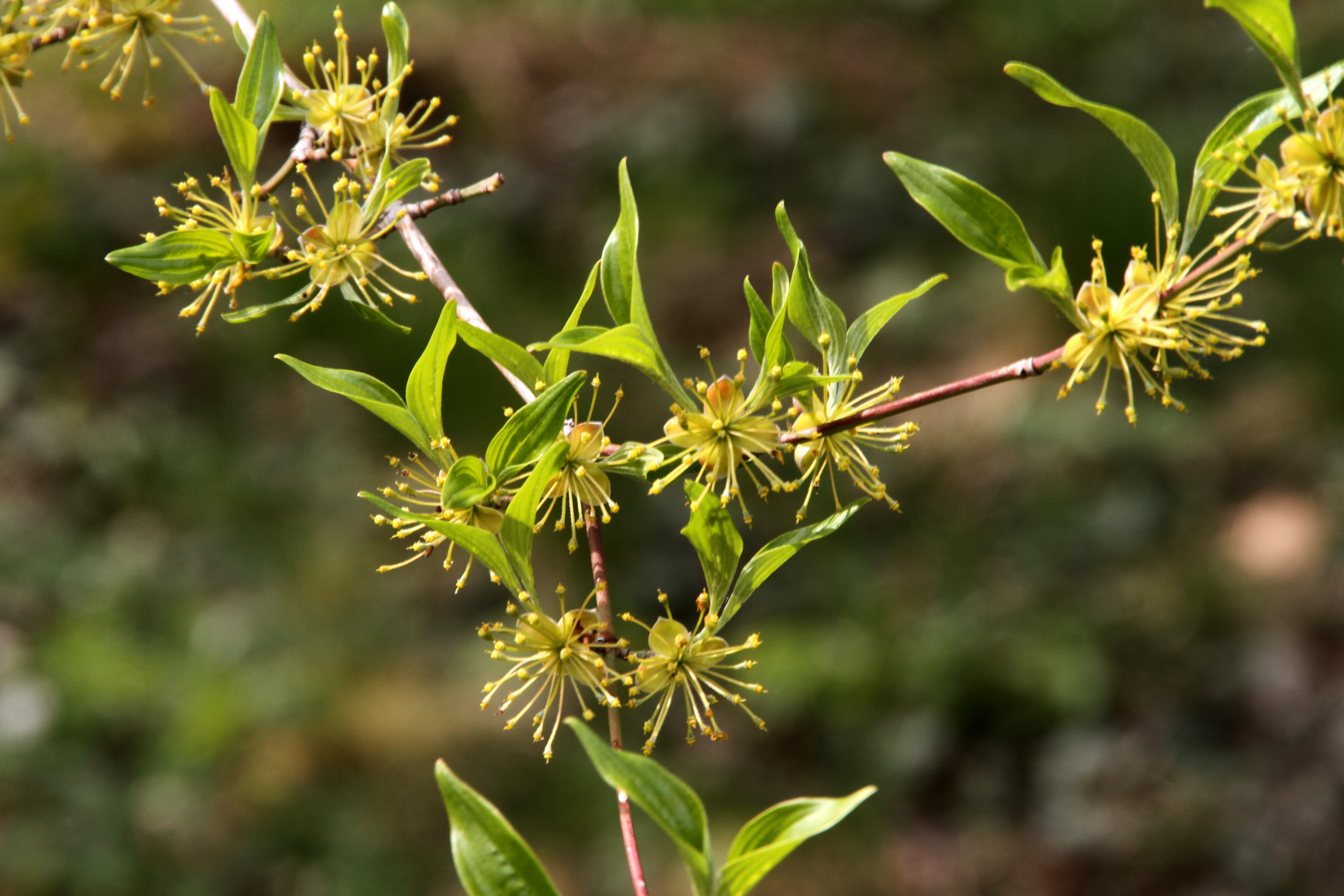
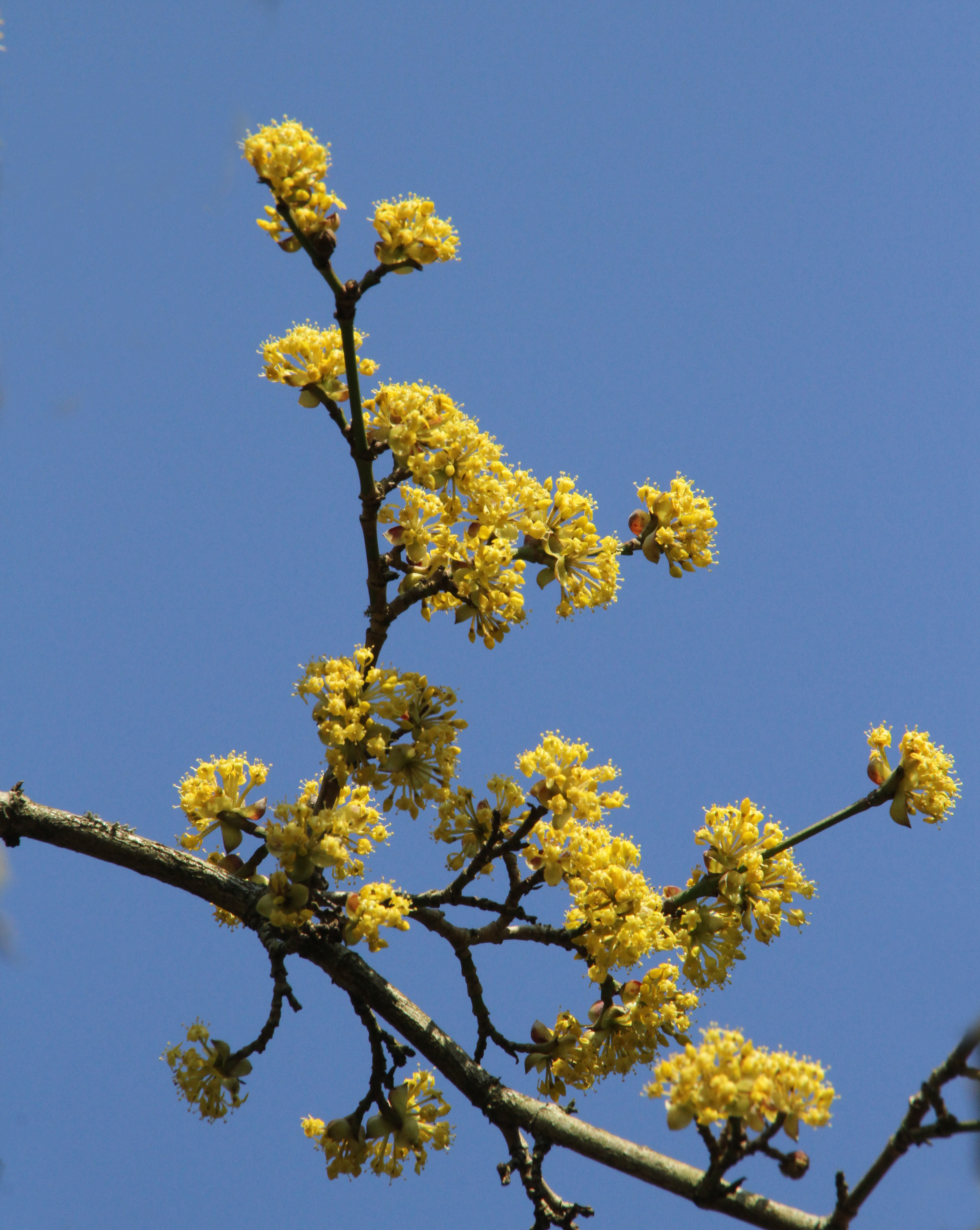
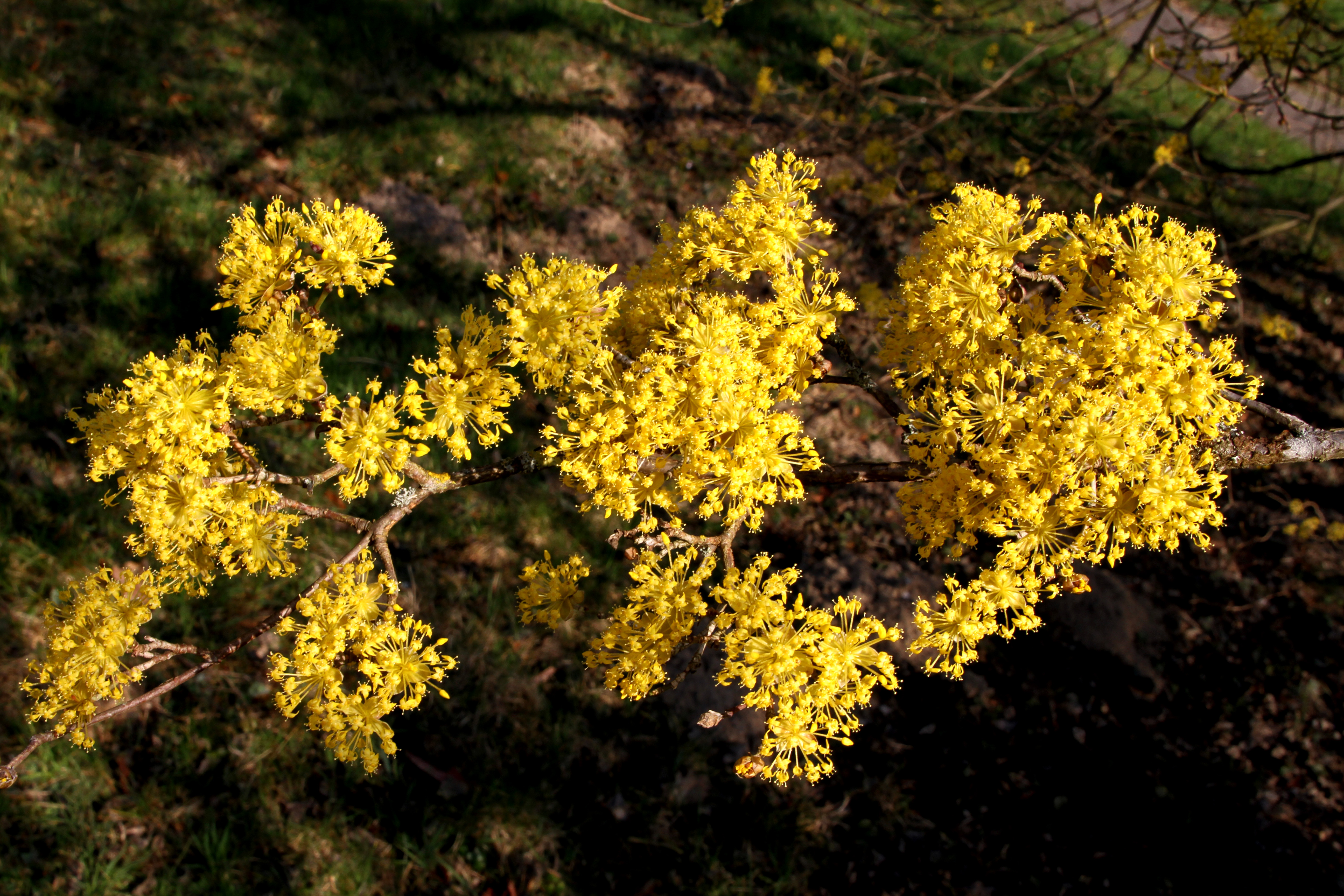
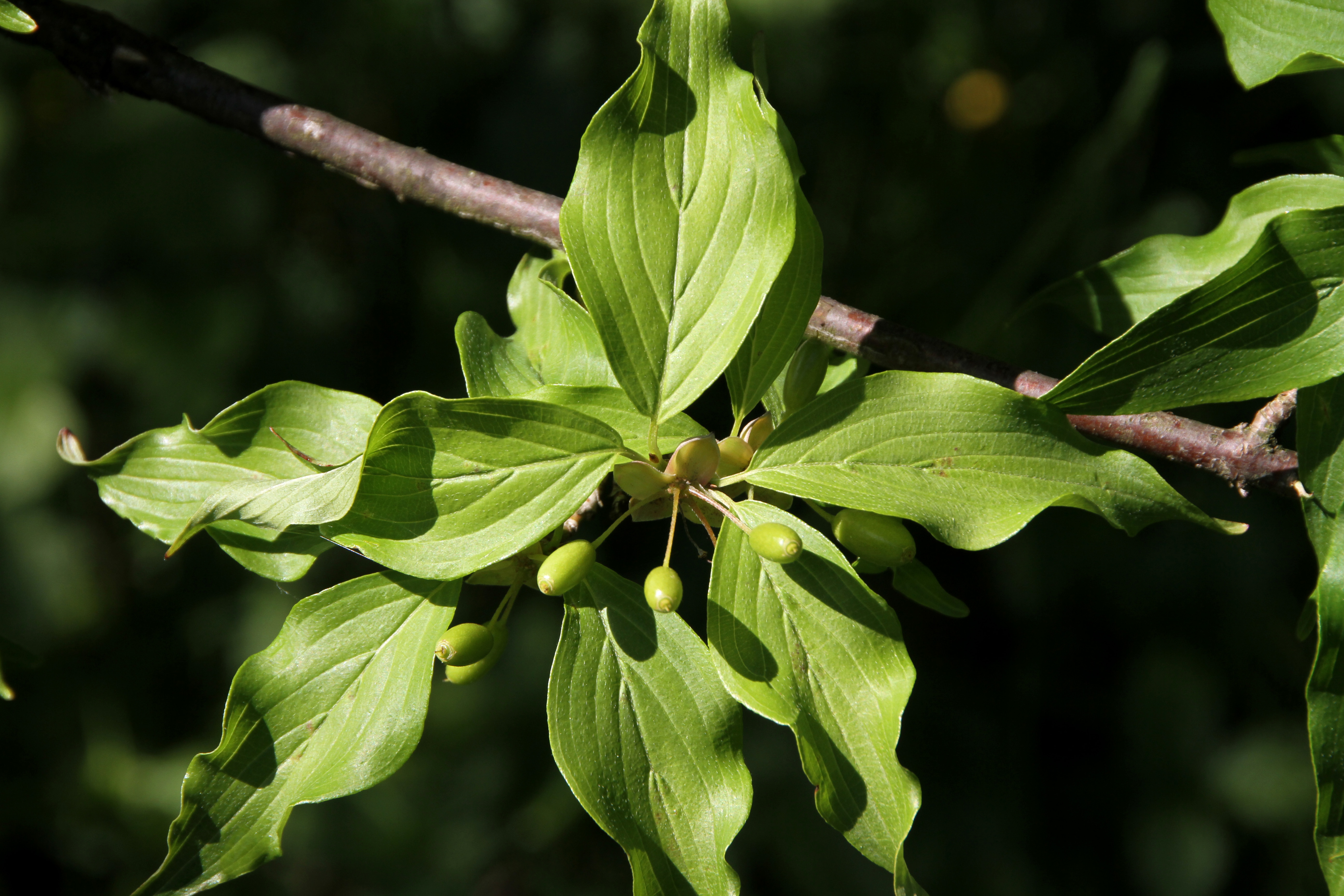
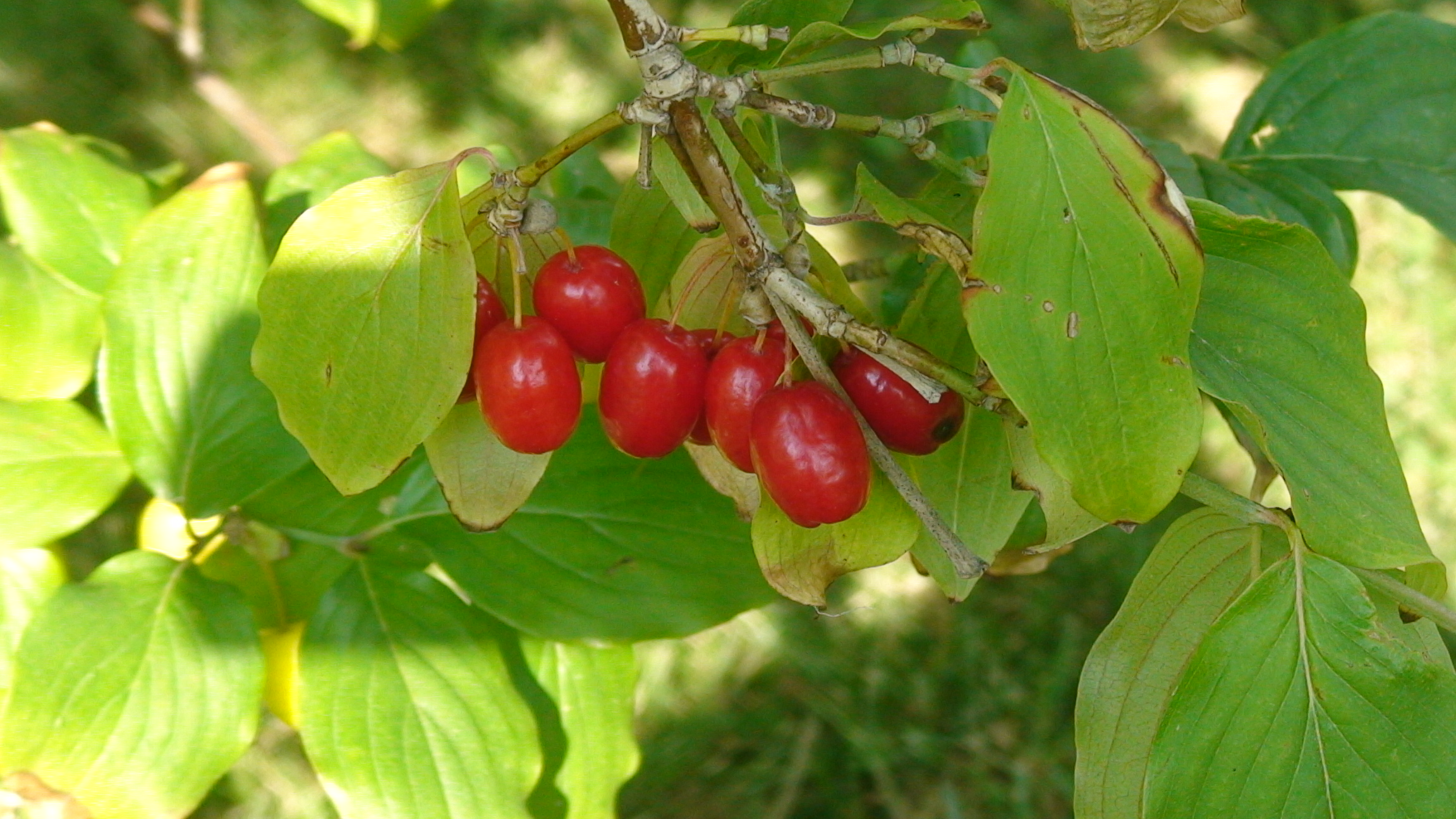
果實